# Christoph Martin Wieland

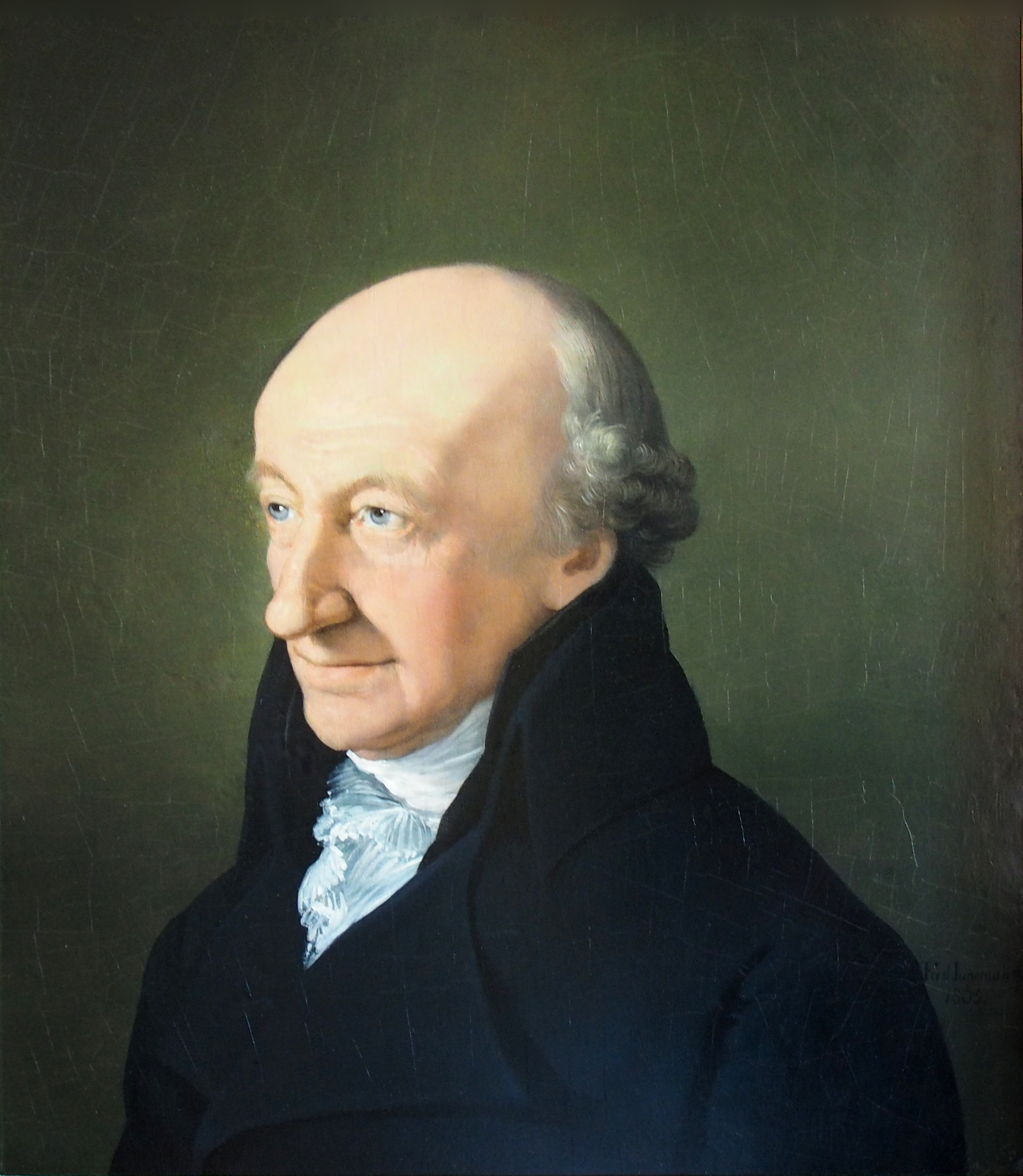
Christoph Martin Wieland

Christoph Martin Wieland (05 tháng 9 năm 1733 - 20 tháng 1 năm 1813) là một nhà thơ và nhà văn người Đức.
Ông sinh ra tại Oberholzheim (nay là một phần của ngôi làng Achstetten), sau đó thuộc về thành phố hoàng gia tự do Biberach an der Riss phía đông nam của bang Baden-Württemberg ngày nay. Cha ông, mục sư trong Oberholzheim và sau đó trong Biberach, đã bỏ nhiều công sức với giáo dục của con trai mình. Từ trường thị trấn Biberach, lúc lên 12 tuổi cậu đã học ở trường trung học Berge Kloster gần Magdeburg. Cậu là một đứa trẻ sớm phát triển, và khi cậu rời trường học năm 1749 thì cậu đã đọc tác phẩm kinh điển Latinh và các nhà văn đương đại hàng đầu của Pháp, trong số các nhà thơ Đức, cậu yêu thích Brockes và Klopstock.

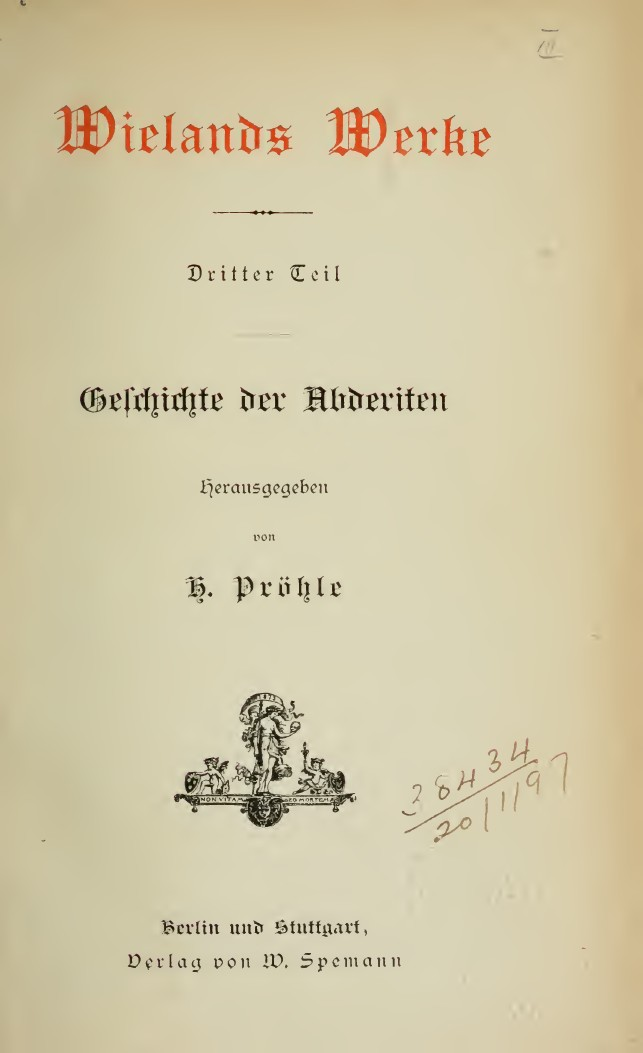
Geschichte der Abderiten (1887)

Trong mùa hè 1750, Christoph Martin Wieland đã yêu một người anh em họ, Sophie Gutermann, và tình yêu này cảm hứng cho anh lên kế hoạch làm việc đầu tiên đầy tham vọng của mình, Die Natur der Dinge (Bản chất của sự vật, 1752), một bài thơ trong sáu cuốn sách. Năm 1750, anh đã nhập học ngành luật của đại học Tübingen, nhưng dành thời gian của mình chủ yếu cho nghiên cứu văn học. Những bài thơ anh viết tại trường đại học - Hermann, một sử thi (xuất bản bởi F. Muncker năm 1886), Zwölf moralische Briefe Versen (Mười hai Letters đạo đức trong Verse, 1752), Anti-Ovid (1752) - mộ đạo trong giai điệu và thống trị do ảnh hưởng của Klopstock. Những bài thơ này đã thu hút sự chú ý của các nhà cải cách văn học Thụy Sĩ, JJ Bodmer, người đã mời Wieland đến thăm ông tại Zürich vào mùa hè 1752. Sau một vài tháng, tuy nhiên, Bodmer cảm thấy mình ít nhất trong sự cảm thông với Wieland như hai năm trước đó anh đã cảm với Klopstock, và những người bạn này chia tay, nhưng Wieland vẫn ở Thụy Sĩ cho đến 1760, năm cuối cùng thì ở Bern nơi anh làm gia sư. Tại đây anh đã trở thành thân mật với bạn bè của Jean-Jacques Rousseau của Julie de Bondeli.